# Marie Pauline Rose Blaze de Bury
Marie Pauline Rose Blaze de Bury, geb. Stuart (* 1813 in Oban; † 1894) war eine französische und englische Schriftstellerin aus alter schottischer Familie.

## Leben und Werk
Sie wurde vom Armeeoffizier William Stuart aufgezogen, doch gab es die Mutmaßung, sie sei eine illegitime Tochter des Lord Brougham. Als Kind von 9 Jahren kam sie nach Frankreich, wo sie ihre Erziehung erhielt, so dass sie ihre ersten Arbeiten in französischer Sprache erscheinen ließ. Im Alter von 18 Jahren begann sie unter dem Pseudonym Arthur Dudley die Veröffentlichung einer Reihe von Novellen und kritischen Aufsätzen in der Revue de Paris und der Revue des Deux Mondes, die Aufmerksamkeit erregten. Durch einige politische Artikel und namentlich durch ihren Essai sur Lord Byron begründete sie ihren literarischen Ruf in Frankreich.
Nach ihrer Verheiratung mit dem Baron Henri Blaze de Bury im Jahr 1844 lebte sie meist in Paris und führte dort einen literarischen Salon. Sie nahm die Sprache ihres Geburtslandes wieder auf und veröffentlichte Molière and the French drama (1846) und die Romane Mildred Vernon: A tale of Parisian life in the last days of the monarchy (3 Bde., London 1848) und Germania (1850), von denen sie Letzteren selbst ins Französische übertrug. Eine 1848–49 unternommene Reise beschrieb sie in Voyage en Autriche, en Hongrie et en Allemagne (Paris 1851; deutsch von Alvensleben, Weimar 1851). Hieran reihen sich Falkenburg: a tale of the Rhine (3 Bde., London 1851;  dt.  Bremen 1852), die Memoirs of the Princess Palatine of Bohemia (London 1853), das Leben der Tochter Jakobs I. und Gattin des Winterkönigs Friedrich V. enthaltend, sowie die Romane All for greed (2 Bde., London 1868) und Love the avenger (3 Bde., London 1869). Sie unterhielt u. a. einen Briefwechsel mit Bismarck.